# ハイメ2世 (アラゴン王)
ハイメ2世（スペイン語: Jaime II, 1267年8月10日 - 1327年11月2日）は、アラゴン王、バレンシア王、およびバルセロナ伯（在位：1291年 - 1327年）。カタルーニャ語名ではジャウマ2世（カタルーニャ語: Jaume II）。はじめはシチリア王で、シチリア王としてはジャコモ1世（イタリア語: Giacomo I, 在位：1285年 - 1296年）。公正王（西: el Justo, カタルーニャ語: el Just, 伊: il Giusto）と呼ばれる。アラゴン王ペドロ3世（シチリア王としてはピエトロ1世）とその王妃であったシチリア王マンフレーディの王女コンスタンサの次男。

## 生涯
1285年に父王が死去した際、兄アルフォンソ3世がアラゴン王位を、ハイメがシチリア王位を継承した。6年後の1291年にアルフォンソ3世が独身のまま死去するとアラゴン王位にもついた。その後、シチリア奪還を目指すナポリ王カルロ2世と争い、1296年に結んだ講和条約でハイメ2世はシチリア王位を放棄した。しかしシチリア人は代わってハイメの弟フェデリーコ2世を王に選んだため、カルロ2世の望みは達成されなかった。

## 家族
ハイメ2世は4度結婚している。最初の王妃はカスティーリャ王サンチョ4世の王女イサベルであったが、サンチョ4世の死後にハイメ2世は対カスティーリャ政策を同盟から干渉に変更したため、離婚した。
1295年に結婚した2番目の王妃は、対立していたナポリ王カルロ2世の王女ブランカで、多くの子女をもうけた。
- ハイメ（1296年 - 1334年） - 聖ハイメ騎士団長
- アルフォンソ（1299年 - 1336年） - アラゴン王
- マリア（1299年 - 1316年） - 1310年にカスティーリャ王子ペドロ（サンチョ4世の子）と結婚
- フアン（1304年 - 1334年） - タラゴナ大司教
- ペドロ（1305年 - 1362年） - リバゴルサ伯。ジャンヌ・ド・フォア（フォワ伯ガストン1世の娘）と結婚し、ガンディア公アルフォンソ（1412年没）およびエレオノーラ（キプロス王ピエール1世妃）をもうける。
- イサベル（1305年 - 1330年） - 1315年にローマ王フリードリヒ3世（美王）と結婚
- レモン・ベレンゲール（1308年 - 1366年） - アンプリアス伯

1315年にはキプロス王ユーグ3世の王女マリー（1322年没）と結婚したが、子供は生まれなかった。
1322年にはカタルーニャ貴族アリゼンダ・デ・ムンカーダと結婚したが、子供は生まれなかった。